# Сольвус
Сольвус (англ. solvus) — у фізиці і геохімії — лінія на фазовій діаграмі бінарної системи (або поверхня для потрійної системи), яка окреслює границю розчинності твердого тіла за рівноважних умов. Місцеположення сольвуса залежить від температури.
Прикладом може служити утворення пертиту, коли лужний польовий шпат охолоджується. Він визначає межу розчинності в твердому стані рівноваги на діаграмі.